# Patrik Lörtscher
Patrik Lörtscher (* 19. März 1960) ist ein Schweizer Curler. Er nahm 1998 für die Schweiz an den Olympischen Winterspielen teil und wurde dort Olympiasieger. Zudem wurde er 1981 sowohl Europameister als auch Weltmeister.

## Karriere
Er nahm 1980 als Teil des Teams um Skip Jürg Tanner an der Weltmeisterschaft 1980 teil und fungierte als Lead. Das Team belegte in der sogenannten Round Robin den zweiten Platz punktgleich mit Norwegen. Diese beiden Mannschaften standen sich auch im einzigen Halbfinal gegenüber. Durch eine 6:9-Niederlage musste sich das Schweizer Team mit Bronze begnügen.
Ein Jahr später nahm er vom 23. bis 29. März an der Weltmeisterschaft 1981 im kanadischen London erneut als Teil des Teams um Skip Jürg Tanner teil und fungierte dort als Second. In der Round Robin belegte das Team den vierten Platz, qualifizierte sich für den Halbfinal, und dort konnte man überraschend hoch das Team aus Kanada mit 7:4 schlagen. Im Final trafen die Schweizer auf die Vereinigten Staaten um Skip Bob Nichols. Durch den 2:1-Sieg sicherte das Team den zweiten Weltmeistertitel im Curling nach 1975. Zudem nahm er im Dezember an der Europameisterschaft 1981 im heimischen Grindelwald teil. Durch den ersten Platz in der Gruppe A qualifizierte sich das Team aus der Schweiz um Jürg Tanner, in welchem Patrik Lörtscher erneut als Second fungierte, für den Halbfinal, wo man Dänemark mit 5:1 besiegte. Im Final stand den Schweizern das Team aus Schweden um Skip Göran Roxin gegenüber, das Team aus der Schweiz konnte sich mit 8:6 durchsetzen und sich den Europameistertitel sichern.
Bei der Weltmeisterschaft 1982 in Garmisch-Partenkirchen nahm er als Teil des Teams um Skip Jürg Tanner teil und agierte erneut als Second. Nach der Round Robin belegte man den dritten Platz punktgleich mit drei anderen Mannschaften, sodass die Mannschaft in den Tie-Breaker musste. Dort konnten sich die Schweizer gegen Italien durchsetzen und für den Halbfinal gegen Deutschland qualifizieren. Gegen das Team Skip Keith Wendorf setzten sich die Schweizer durch einen 7:4-Sieg durch. Im Final unterlag man dem Rekord-Weltmeister Kanada knapp mit 9:7 und musste sich mit Silber begnügen.
Bei der Weltmeisterschaft 1989 in Milwaukee nahm er als Teil des Teams um Skip Patrick Hürlimann teil und fungierte als Second. Durch den vierten Platz in der Round Robin qualifizierte sich das Schweizer Team für den Halbfinal. Dort schaltete das Team die Norweger aus und stand nun im Final erneut Kanada gegenüber. Den Kanadiern unterlag das Team aus der Schweiz erneut knapp mit 4:5 und musste sich mit der Silbermedaille begnügen.
Erneut als Teil des Teams um Skip Patrick Hürlimann nahm er an der Weltmeisterschaft 1996 teil und fungierte als Third. Nach der Round Robin belegte man den dritten Platz und qualifizierte sich für den Halbfinal. Dort unterlag man Schottland mit 5:4 und musste sich mit den Spiel um Platz 3 begnügen. Dort standen die Schweizer den Norwegern um Skip Eigil Ramsfjell gegenüber. Durch den 9:6-Sieg sicherten die Schweizer sich die Bronzemedaille.
Er qualifizierte sich als Teil des Teams um Skip Patrick Hürlimann für die Olympischen Winterspiele 1998 in Nagano und wurde vom Schweizerischen Olympischen Comité für die Winterspiele nominiert. Er agierte dort als Third. Nachdem man in der Gruppenphase hinter dem Team aus Kanada den zweiten Platz belegt hatte, qualifizierte man sich für den Halbfinal. Dort wurde das Team aus Norwegen um Skip Eigil Ramsfjell knapp mit 7:8 geschlagen. Im Final traf man auf das kanadische Team um Skip Mike Harris. Durch den klaren 3:9-Sieg sicherte man sich den Olympiasieg. Nach den Olympischen Winterspielen nahm er als Teil des Teams um Skip Patrick Hürlimann an der Weltmeisterschaft 1999 teil und fungierte dort nur als Ersatz. Das Schweizer Team sicherte sich dort den dritten Platz.